# Apostolisches Vikariat Ingwavuma
Das Apostolische Vikariat Ingwavuma (lat.: Apostolicus Vicariatus Ingvavumensis) ist ein in Südafrika gelegenes römisch-katholisches Apostolisches Vikariat mit Sitz in Hlabisa.

## Geschichte
Das Apostolische Vikariat Ingwavuma wurde am 12. November 1962 durch Papst Johannes XXIII. aus Gebietsabtretungen der Bistümer Eshowe und Manzini als Apostolische Präfektur Ingwavuma errichtet.
Die Apostolische Präfektur Ingwavuma wurde am 19. November 1990 durch Papst Johannes Paul II. zum Apostolischen Vikariat erhoben.

## Ordinarien

### Apostolische Präfekten von Ingwavuma
- Edwin Roy Kinch OSM, 1962–1970
- Michael Mary O’Shea OSM, 1976–1990

### Apostolische Vikare von Ingwavuma
- Michael Mary O’Shea OSM, 1990–2006
- José Luís Gerardo Ponce de León IMC, 2008–2013, dann Bischof von Manzini
- Mandla Siegfried Jwara CMM, 2016–2021, dann Erzbischof von Durban
- Vusumuzi Francis Mazibuko OMI, seit 2023